# Mary Forbes Evans
Mary Forbes Evans (nhũ danh Lander, ngày 5 tháng 5 năm 1936 – ngày 29 tháng 6 năm 2010) là một nhà văn, nhà sưu tập người Anh, cùng với chồng là Hilary Evans đồng sáng lập nên Thư viện Ảnh Mary Evans.

## Thân thế
Caroline Mary Forbes Lander chào đời ngày 5 tháng 5 năm 1936 tại địa chỉ nhà số 8 Cotswold Gardens, Hendon, Luân Đôn, là con út trong số bốn cô con gái của Digby Forbes Lander (1891–1969), thư ký kế toán hàng không, và vợ, Norah Doris Caroline Lander, nhũ danh Williams (1898–1970). Bà từng có thời sinh sống ở Berkhamsted, Hertfordshire, trước khi chuyển đến Nam Rhodesia năm lên 7 tuổi. Gia đình quay trở về nước Anh vào năm 1950.
Lander gặp người chồng tương lai Hilary Agard Evans (1929–2011), làm nghề viết bài quảng cáo, và là con trai của hiệu trưởng Eric Agard Evans, hồi bà còn là thiếu nữ trong một bữa tiệc. Họ kết hôn năm 1956.

## Sự nghiệp
Mary Evans từng là một nhà sưu tập từ khi còn nhỏ, đặc biệt là những cuốn sách có kèm tranh minh họa dành cho thiếu nhi. Bà chia sẻ niềm đam mê sưu tầm tranh ảnh với chồng mình là Hilary Evans, và họ thường hay đi khám phá các hội chợ sách, hiệu sách, quầy hàng sách đã qua sử dụng, mua sách, bản in, hình ảnh, tranh khắc, tranh biếm hoạ, tranh minh họa và đủ loại ephemera - "bất cứ thứ gì có hình ảnh". "Nỗi ám ảnh tráng lệ" của họ nhanh chóng tràn ngập căn hộ nhỏ của cả hai vợ chồng ở Phố Kensington Church Street, vì vậy họ bèn dọn sang một ngôi nhà nhỏ ở Blackheath, phía đông nam Luân Đôn.
Năm 1964, hai vợ chồng thành lập Thư viện Ảnh Mary Evans, và năm 1965, Hilary Evans đã từ bỏ công việc quảng cáo để làm việc toàn thời gian với vợ trong thư viện này. Cuối cùng, bộ sưu tập hàng chục nghìn tập, với hàng trăm nghìn tranh ảnh, đã trở nên quá lớn so với kích cỡ ngôi nhà của họ, và công ty bèn chuyển đến một văn phòng nhỏ nằm gần ga Blackheath; sau vài năm ở đó, vẫn đang phát triển, họ lại dọn sang cơ sở lớn hơn là hội trường giáo xứ cũ của All Saints' Blackheath. Mary Evans đành chấp nhận sự thay đổi công nghệ và tiếp tục đổi mới, và trước khi bà qua đời, công ty đã tuyển dụng 14 nhân viên, có một trang web chứa gần một triệu hình ảnh và doanh thu hàng năm hơn 1 triệu bảng Anh.
Cùng với Hilary, Mary Evans đã viết một số cuốn sách kèm theo hình ảnh lấy từ thư viện của mình, bao gồm The Party that Lasted 100 Days: the Late Victorian Season (Bữa tiệc kéo dài 100 ngày: Mùa cuối thời Victoria, 1976) và The Man who Drew the Drunkard's Daughter: the Life and Art of George Cruikshank (Gã đàn ông quyến rũ cô con gái của kẻ say rượu: Cuộc đời và Nghệ thuật của George Cruikshank, 1978). Họ đồng chủ biên cuốn The Picture Researchers' Handbook (Sổ tay các nhà nghiên cứu hình ảnh), cho đến ấn bản lần thứ tám.

## Cuối đời
Mary Evans qua đời vào ngày 29 tháng 6 năm 2010, tại Viện Dưỡng lão Riverlee, Greenwich. Hilary Evans qua đời vào ngày 27 tháng 7 năm 2011. Hai người có với nhau một cô con gái còn sống tên gọi Valentine Evans.